# Palästinenser

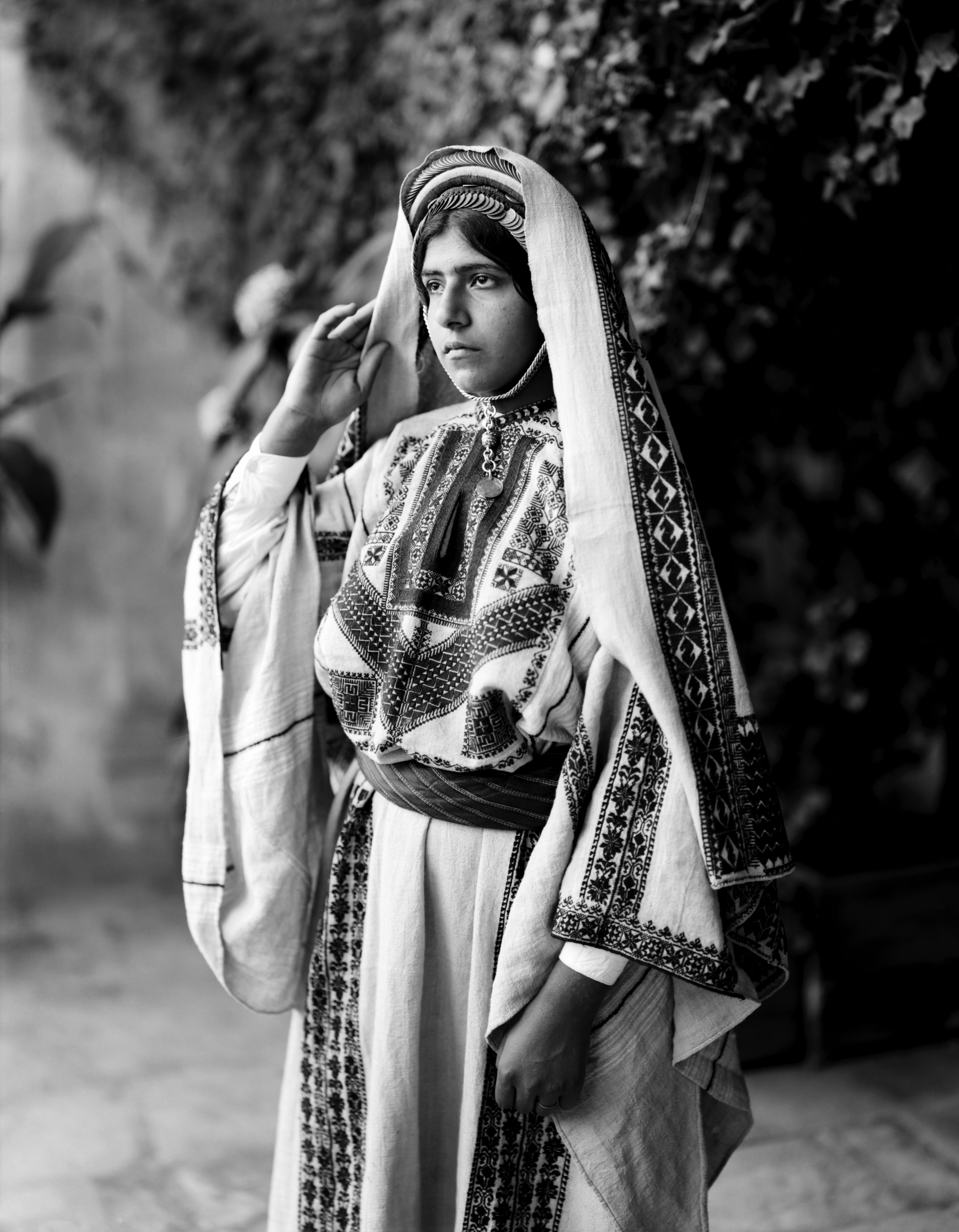
Fahret Ishaq an ihrem Hochzeitstag mit Mitgiftkopfschmuck in der Stadt Ramallah im osmanischen Palästina. Ihre Kleidung ist mit Tatreez, der traditionellen palästinensische Stickkunst verziert, Aufnahme der American Colony Photographers, Medium: 1 Negativ: Glas, Trockenplatte; 10 × 12 Zoll, entstanden zwischen 1898 und 1914

Als Palästinenser (seltener Palästiner, arabisch فلسطينيون, DMG Filasṭīnīyūn, von altgriechisch Φιλισταίοι Philistaioi – Philister, arabisch فلسطين, DMG Falasṭīn [falasˈtˁiːn] oder Filasṭīn [filasˈtˁiːn]) werden heute zumeist Arabisch sprechende Bewohner Palästinas bezeichnet, insbesondere die Bevölkerung des Westjordanlands und des Gazastreifens sowie die Nachkommen der 1948 im Palästinakrieg Geflohenen und Vertriebenen, die heute in der Diaspora leben. Nicht hinzugerechnet werden arabischsprachige Juden, die oder deren Vorfahren aus Palästina oder anderen Regionen der arabischen Welt stammen und in Palästina ansässig waren; sie werden in der Regel als palästinensische Juden, irakische Juden, marokkanische Juden etc. bezeichnet. Araber mit israelischer Staatsbürgerschaft werden oft als israelische Palästinenser oder arabische Israelis bezeichnet. In Israel wird Letzteres bevorzugt und Palästinenser vorwiegend zur Bezeichnung der Bürger der Palästinensischen Autonomiegebiete verwendet. Von 1920 bis 1948 galten alle Bewohner des britischen Mandatsgebiets Palästina unabhängig von ihrer Sprache und Religion in rechtlicher Hinsicht als Palästinenser. Ihre Selbst- und Fremdbezeichnungen jedoch variierten, meist wurde in der Bezeichnung von Gruppen und Individuen nach Konfession und Ethnie unterschieden in Briten, Juden und Araber oder Briten, Juden, arabische Christen und Muslime.
In der Selbstsicht der Araber der gesamten arabischsprachigen Welt unterscheidet man traditionell zwischen den einzelnen arabischen Regionen oder Nationen, etwa Marokkanern, Ägyptern und Jeminiten, und der arabischen Nation, die alle Araber zusammen bilden (siehe auch Umma). Zwischen diesen beiden Polen schwankt die Selbstwahrnehmung des Individuums. Traditionell wurde Palästina ebenso wie der Libanon als Teil eines größeren Syrien begriffen, mit dem die Bewohner Palästinas und des Libanons in vielfältigen politischen, wirtschaftlichen und kulturellen Bezügen standen, sodass keine klare Abgrenzung zu Syrien und einer syrischen Nation bestand (siehe auch „Bilad al-Scham“, Großsyrien). Das Entstehen einer palästinensischen Identität wurde gefördert durch die politisch-rechtliche Abtrennung Palästinas (1920/1922) von Syrien im Zuge der Aufteilung der Region in eine britische und eine französische Einflusszone, die als Palästina bzw. Syrien bezeichnet wurden und aus denen in der Folge außerdem die gesonderten Territorien Jordaniens und Libanons hervorgingen. In welcher Ausprägung sich seither eine palästinensische Nationalidentität herausgebildet hat, ist in der Forschungsliteratur nicht eindeutig beschrieben. Im politischen und medialen Diskurs bezeichnen sich die Araber Palästinas heute durchweg als Araber und Palästinenser; mit Einschränkung trifft dies auf arabische Israelis zu. In rechtlicher Hinsicht spielt außerdem die Staatsbürgerschaft eine Rolle; erhebliche Teile der palästinensischen Bevölkerung sind staatenlos oder Bürger Libanons, Jordaniens, Israels etc. und werden damit – zusammen mit den zuvor genannten Fremd- und Selbstbezeichnungen – auch als Libanesen, Jordanier, Israelis etc. wahrgenommen.

## Begriffsgeschichte
Der Begriff Palästina geht auf den Namen des Volkes der Philister zurück, die wahrscheinlich aus dem ägäischen Raum kamen und ein Teil der sogenannten Seevölker waren, die sich in der zweiten Hälfte des 2. Jahrtausends v. Chr. teils im Nildelta, teils an der Mittelmeerküste des späteren Palästina (hier etwa zwischen Gaza und Jaffa) ansiedelten (siehe Pentapolis (Palästina)). Der in altägyptischen Quellen und der hebräischen Bibel (hier in der Lautung Pleschet) belegte Name wurde im Altgriechischen als Φιλισταίοι Philistaioi und später auf Latein als Philistaei überliefert. Bereits der griechische Historiker und Geograf Herodot verwendete im 5. Jahrhundert v. Chr. die Bezeichnung Syria palaistinē für den ganzen Küstenstreifen zwischen Phönizien und der Gegend um Gaza. Die Südgrenze Phöniziens zog Herodot vermutlich am Karmelgebirge etwa bei der heutigen Stadt Haifa. Nach Niederschlagung des Bar-Kochba-Aufstands 135 n. Chr. und der Vertreibung dort ansässiger Juden benannten die Römer ihre Provinz Iudaea in Syria Palaestina um. Davon ausgehend taucht im christlich-europäischen Schrifttum Palästina in zahlreichen lateinischen Quellen des Mittelalters und in der Folge auch in den europäischen Volkssprachen als gängiger Landschaftsname auf, ohne jedoch einen klaren ethnischen Bezug zu formulieren.
Nach der arabischen Eroberung der Levante im 7. Jahrhundert n. Chr. war der Dschund Filasṭīn (Arabisch: جُنْد فِلَسْطِيْن‎, „Militärbezirk Palästina“) ein Militärbezirk der Umayyaden und später der Abbasiden in der Provinz Bilad al-Scham (Großsyrien). Er entsprach etwa dem Gebiet, das bis dahin den wichtigsten Teil der byzantinischen (oströmischen) Provinz Palästina Prima gebildet hatte. Der Dschund Filasṭīn bestand aus elf Verwaltungsbezirken, sogenannten Kura, die jeweils von einer zentralen Stadt aus regiert wurden. Der Begriff des Militärbezirks Palästina wurde 630 n. Chr. eingeführt und bestand bis zum 11. Jahrhundert. Auch er implizierte keine ethnische Definition.
Im Zionismus wurde das Land, das man seit dem Zionistenkongress von 1897 als eine mögliche jüdische Heimstätte anstrebte, zunächst noch unbefangen Palästina genannt, bis man sich Mitte des 20. Jahrhunderts des ursprünglich antijüdischen Tenors der römischen Bezeichnung bewusst wurde und zudem seit den 1970er Jahren Propagandisten eines Großisrael, d. h. einer Annexion aller Gebiete Palästinas an den jüdischen Staat, im innerisraelischen Diskurs in den Vordergrund traten und geografische Benennungen im biblischen oder rabbinischen Duktus durchgesetzt wurden. Seitdem sprechen Zionisten vermehrt von Eretz Israel (Land Israel), das jedoch als geografischger Begriff ebenso unscharf bleibt wie der traditionelle Palästinabegriff und rabbinisch, teilweise biblisch aufgeladen ist. Die biblische Bezeichnung Palästinas war ursprünglich Kanaan, während sich territoriale Ansprüche im Sinne eines Großisrael auf die nach biblischer Quellenlage weitest belegte Ausdehnung des Königreiches Israel (unter König David, 10. Jahrhundert v. Chr.) sowie auf talmudische Definitionen vom Heiligen Land stützen.
Die erstmalige Bezeichnung der in der Region Palästina lebenden Menschen als Palästinenser stammt offenbar von dem in Nazareth geborenen Übersetzer Khalil Beidas (1874–1949), der das Wort 1898 in seiner Übertragung einer Geschichte des Heiligen Landes vom Russischen ins Arabische benutzte. 1902 findet sich die Bezeichnung in den Artikeln zweier ägyptischer Journalisten. Nach der Revolution der Jungtürken 1908 verbreitete sie sich im arabischen Sprachraum.
Vom Völkerbund wurde der in der europäischen und arabischen Geschichtsschreibung eingebürgerte Begriff als Bezeichnung für das Mandatsgebiet gewählt, das nach dem Ersten Weltkrieg britischer Verwaltung unterstellt wurde. Alle Einwohner dieses Gebiets waren dem offiziellen Sprachgebrauch nach Palästinenser und als solche Untertanen der britischen Krone, auch wenn dieser Begriff sich auf anderen Ebenen (im innenpolitischen und gesellschaftlichen Diskurs) als allgemeinverbindlich nicht durchsetzte. Auch die britischen Mandatsbeamten nahmen die arabischen und jüdischen Untertanen unterschiedlich wahr: Die palästinensischen Stadtbewohner, deren Elite zumeist kein Englisch, sondern eher Französisch sprach, betrachteten sie als „Levantiner“ und belegten sie mit den dazugehörigen negativen Stereotypen wie Gerissenheit, Aufdringlichkeit oder Oberflächlichkeit. Sie waren in jedem Fall Kolonisierte und damit nicht Teil der herrschenden Klasse. Die jüdischen Einwanderer dagegen waren Europäer und konnten teilweise Englisch. Da sie, obwohl sie genauso Kolonisierte waren, gleichzeitig als Kolonisatoren auftraten und eine ähnliche zivilisatorische Mission wie die Briten zu vertreten beanspruchten, empfanden sie sich mit den Briten auf Augenhöhe oder überlegen.
Erste nationale Unabhängigkeitsbestrebungen in Palästina gab es von jüdischer Seite seit Ende des 19., von arabischer Seite spätestens seit Anfang des 20. Jahrhunderts, wobei Palästina wie der Libanon oft noch als Teil Syriens betrachtet wurde. (Das Mandatsgebiet Palästina schloss anfangs Transjordanien ein; 1923 wurde es geteilt.) Im Faisal-Weizmann-Abkommen von 1919 wurden diese nationalen Bestrebungen formuliert. Die Einwohner Palästinas wurden in der Regel in Juden und Araber oder nach ihrer religiösen Zuordnung in Muslime, Christen und Juden eingeteilt, aber auch der Begriff „Palästinenser“ wurde für die Bewohner des Landes verwendet, oft mit dem Zusatz der Religion (jüdische Palästinenser usw.). „Palästinenser“ in seiner heutigen Bedeutung, also als Bezeichnung für die autochtone arabische Bevölkerung Palästinas und ihre Nachfahren, wurde in der Palästinensischen Nationalcharta der Palästinensischen Befreiungsorganisation (PLO) 1964 festgeschrieben. In UNO-Resolutionen war nur von „Palästinaflüchtlingen“ die Rede. Die diesbezüglichen Bestimmungen des Hilfswerks der Vereinten Nationen für Palästina-Flüchtlinge im Nahen Osten (UNRWA) beeinflussten die nachfolgende Neudefinition des Begriffs „Palästinenser“.
Laut dem australischen Historiker Martin Bunton gab es unmittelbar vor dem Ersten Weltkrieg nicht Palästina als Verwaltungseinheit. Das Gebiet bestand aus den Bezirken Jerusalem, Nablus und Akkon, die nach einem sich entwickelnden Rahmen der osmanischen Verwaltung definiert wurden. Im Lauf des 20. Jahrhunderts habe dies dazu beigetragen, dass einige politische Führer die Existenz von Palästinensern bestritten. 1969 bemerkte die israelische Premierministerin Golda Meir: „Wann gab es ein unabhängiges palästinensisches Volk mit einem palästinensischen Staat?“ 1970 erkannte sie die Existenz von Palästinensern an, verneinte aber ein Selbstbestimmungsrecht der Völker entsprechendes politisches Selbstbestimmungsrecht der Palästinenser. Sie bezeichnete sich selbst als Palästinenserin und begründete dies mit ihrer Einwanderung nach Palästina. Der israelische Kommunikationswissenschaftler Zohar Kampf sieht in diesen Aussagen eine doppelte Leugnung: Durch die Verwendung des Rechtsbegriffs „Palästinenser“ für unterschiedslos alle Bewohner des britischen Mandatsgebietes Palästina bestreite sie zum einen die Existenz einer spezifischen nationalen Identität der arabischen Bewohner des Gebietes, zum anderen bestreite sie das Unrecht, das dieser Gruppe bei ihrer Vertreibung 1948 angetan worden sei. Später schloss sich der republikanische Präsidentschaftskandidat der USA, Newt Gingrich, Meirs Ansicht an: „Die Palästinenser sind ein erfundenes Volk“, erklärte er. Auch der israelische Ministerpräsident Benjamin Netanyahu äußerte sich in einem Interview 2022 in diesem Sinn. In Israel war lange die Ansicht vorherrschend, die Palästinenser hätten keine eigene Nationalität, sondern seien Araber. Damit wurde postuliert, sie seien ethnisch identisch mit den Bewohnern der Nachbarländer, in denen sie, da artverwandt, problemlos unterkommen könnten. Vereinzelt wird dies auch noch in der Gegenwart behauptet und so im westlichen Ausland manchmal übernommen. Der palästinensisch-amerikanische Literaturtheoretiker Edward Said beschrieb diesen israelischen Diskurs als erfolgreiche Strategie, die eigene konstruierte Realität an die Stelle der palästinensischen zu setzen: Israelische Ideen und Institutionen erschienen so als soziale Norm, als authentisch und indigen, wohingegen die Palästinenser als „quasi-mythische Realität“, als bloße „Propaganda-Realität“ hingestellt würden. Der deutsche Theologe Dieter Vieweger gibt an, dass die Bezeichnungen Palästina und palästinensisch erst in den 1970er Jahren vom PLO-Vorsitzenden Jassir Arafat genutzt wurden, um das neu entstandene Nationalbewusstsein der arabischen Bevölkerung dieser Region auszudrücken.
Laut dem israelisch-britischen Historiker Ilan Pappe gab es dagegen bereits Ende des 19. Jahrhunderts Ansätze zu einem Nationalgefühl im Raum Palästina, also bevor 1882 die zionistische Einwanderung begann. Die wichtigsten Elemente dieser proto-nationalistischen Bewegung seien neben einem wachsenden Bildungs- und Alphabetisierungsgrad patriotische Gefühle, lokale Loyalitäten, Arabismus und religiöse Gefühle gewesen. Später sei der Widerstand gegen den Zionismus entscheidend bei der Ausbildung des palästinensischen Nationalismus gewesen.
Laut der deutschen Politikwissenschaftlerin Muriel Asseburg formte sich eine spezifische palästinensische Identität erst in Reaktion auf den Zionismus und die jüdische Einwanderung aus. Vor allem die jüdischen Landkäufe und das Prinzip der „jüdischen Arbeit“, das die Anstellung arabischer Arbeitskräfte in jüdischen Siedlungen und Betrieben verbot, hätten die Lebenswirklichkeit der Palästinenser zunehmend geprägt und sie deutlich von der in anderen Gebieten des Nahen Ostens unterschieden. Vorher habe es aber bereits einige Phänomene gegeben, die die palästinensische Identität später mit ausmachen sollten: ein (meist städtischer) Lokalpatriotismus, ein Zugehörigkeitsgefühl zur arabischen Nation und das Bewusstsein sowohl bei Christen wie bei Muslimen, mit dem Heiligen Land religiös verbunden zu sein. Durch den erstarkenden türkischen Nationalismus sei dann noch eine Ablehnung der osmanischen Fremdherrschaft hinzugekommen. Nach dem amerikanischen Politikwissenschaftler James L. Gelvin dürfe die Tatsache, dass der palästinensische Nationalismus sich eventuell später als der Zionismus und erst in Reaktion auf diesen entwickelte, nicht als Argument missbraucht werden, ihm die Legitimität abzusprechen. Tatsächlich seien alle Nationalismen in Opposition zu einem „Anderen“ entstanden (Othering). Dies gelte auch für den Zionismus.
In offiziellen Dokumenten der Bundesrepublik Deutschland und der UN kamen „Palästinenser“ erstmals 1974 anlässlich der Rede Arafats vor der UN-Generalversammlung vor.

## Erste Ansätze zu einer Staatenbildung im Mandatsgebiet

Das Mandatsgebiet Palästina in den Grenzen von 1920 bis 1923 (einschließlich Cis- und Transjordanien)

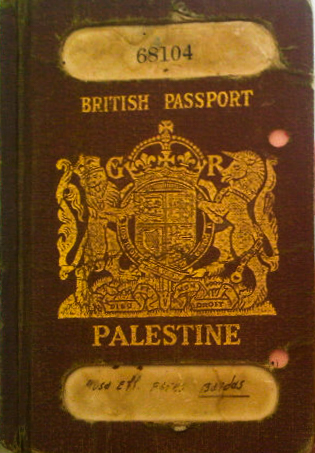
Pass für Bewohner des Mandatsgebiets

Am 25. März 1923 wurde Transjordanien (78 % des gesamten Mandatsgebiets) halbautonom und dadurch für jüdische Ansiedlungen unzugänglich. Am 22. März 1946 wurde Transjordanien von Großbritannien unabhängig und erhielt 1950 den Namen Haschemitisches Königreich Jordanien. Im Zeichen des eskalierenden Nahostkonflikts kam es zu mehreren unterschiedlichen Teilungsvorschlägen für einen arabischen und einen jüdischen Staat, die 1947 in den UN-Teilungsplan für Palästina mündeten. Mit dem Ende des Völkerbundsmandats für Palästina im Mai 1948 erfolgte die Gründung des Staates Israel durch mehrheitlich eingewanderte Juden, während die arabische Seite den Teilungsplan der Vereinten Nationen ablehnte, das gesamte Gebiet beanspruchte und den Palästinakrieg begann. Jordanien annektierte in der Folge das Westjordanland und den östlichen Teil Jerusalems, während der Gazastreifen unter ägyptische Besatzung fiel. Seit dem Sechstagekrieg von 1967 steht das Westjordanland unter israelischer Kontrolle, inzwischen mit einer begrenzten arabisch-palästinensischen, durch israelische Militärpräsenz und Siedlungsprojekte stark eingeengten Autonomie. Gemäß dem Scharon-Plan wurde der Gazastreifen 2005 von Israel geräumt; die Macht im Gazastreifen übernahm die islamistische Hamas, während in den autonomen Gebieten des Westjordanlandes PLO-nahe Kräfte regieren.

## Verhältnis zum Panarabismus
Der Panarabismus entstand zu Beginn des 20. Jahrhunderts als Reaktion auf den osmanischen Imperialismus und fand zunächst unter den palästinensischen Arabern im Sinne einer Anbindung Palästinas an die Nachbarstaaten einigen Zuspruch, der im Verlauf des Jahrhunderts jedoch schwand. Nach der Gründung Israels versuchte die syrisch kontrollierte as-Sa'iqa unter Zuheir Mohsen die Palästinensergebiete an den syrischen Staat anzuschließen, was ebenfalls misslang. Heute verstehen sich viele Palästinenser als einer palästinensischen Nation zugehörig. Zeichen dieser Identität ist häufig die Flagge der palästinensischen Autonomiebehörden, die arabische Revolutionsfahne von 1916.
Im Exil, in Jordanien wie in den Golfstaaten, spielten Christopher Hitchens zufolge die Palästinenser anfangs eine positive Rolle. Zwar genossen sie außer in Jordanien nirgends vollständige Bürgerrechte, doch waren sie meist gut gebildet und säkular orientiert. Hitchen zufolge war es zwischenzeitlich Mode bei einigen arabischen Reportern, die Palästinenser in der Diaspora als „Juden des Mittleren Ostens“ positiv zu beschreiben. Dies habe abrupt mit der Vertreibung der Palästinenser aus Kuwait 1991 geendet.

## Die Rolle Jassir Arafats
Eine maßgebliche Rolle bei der Schaffung eines breiten palästinensischen Nationalbewusstseins spielte Jassir Arafat (1929–2004). Unter seiner Führung wurden die Palästinenser von den Vereinten Nationen zu einem Völkerrechtssubjekt erklärt. Zudem erreichte Arafats PLO die Gründung der Palästinensischen Autonomiebehörde. Seit 2012 hat der Staat Palästina einen Beobachterstatus innerhalb der UN inne (ab 1974 wurde dieser von der PLO eingenommen).
Arafats Unterstützung für Saddam Husseins Invasion Kuwaits löste die Vertreibung der Palästinenser aus Kuwait 1991 aus. Unmittelbar nach dem Zweiten Golfkrieg wurden die etwa 450.000 in Kuwait lebenden Palästinenser nahezu vollständig vertrieben, weitere Palästinenser in den Golfstaaten wurden ausgeschlossen und diskriminiert. Vermögensverluste in Milliardenhöhe und der Einbruch der Unterstützung für die PLO in den Golfstaaten waren die Folge. Der damit einhergehende Machtverlust der PLO und ihrer stärksten politischen Fraktion, der Fatah, stärkte die aus der ägyptischen Muslimbruderschaft hervorgegangene islamistische Hamas. Diese Bewegung steht im Konflikt mit Zielen der Fatah, die nach wie vor in der Gründung eines säkularen und von den arabischen Nachbarstaaten unabhängigen Staates Palästina bestehen. Die Hamas-Charta von 1988 verneint das Existenzrecht Israels und fordert, „die Fahne Allahs über jedem Zoll von Palästina aufzuziehen“; Israel wird als „islamisches Heimatland“ (Waqf) beansprucht.
Der Oslo-Friedensprozess, der ab 1993 vom Fatah-Führer Arafat und dem israelischen Premierminister Jitzchak Rabin begonnen wurde, endete darin, dass Israel die PLO als offizielle Vertretung der Palästinenser akzeptierte und die PLO sich verpflichtete, aus ihrer Palästinensischen Nationalcharta alle Passagen, die die Vernichtung Israels als Ziel nennen, zu streichen. Arafat durfte mit der Fatah in die Palästinensischen Autonomiegebiete zurückkehren. Rabin und Arafat erhielten als Würdigung für diesen einschneidenden Richtungswechsel den Friedensnobelpreis.

## Demographie
Die Ermittlung zuverlässiger Bevölkerungszahlen der Palästinenser gestaltet sich schwierig, da sich deren höchste Bevölkerungsdichte zwar mittlerweile in den palästinensischen Autonomiegebieten findet, die Mehrheit der Palästinenser aber als Emigranten außerhalb lebt. Folgende Schätzungen stammen von der Palestinian Academic Society for the Study of International Affairs (PASSIA) aus dem Jahr 2001 und beschreiben die Situation nach der Vertreibung der Palästinenser aus Kuwait 1991.
| Land/Region                      | Bevölkerung |
| -------------------------------- | ----------- |
| Westjordanland und Gaza-Streifen | 3.700.000   |
| Israel                           | 1.213.000   |
| Jordanien                        | 2.598.000   |
| Libanon                          | 388.000     |
| Syrien                           | 395.000     |
| Saudi-Arabien                    | 287.000     |
| Golfstaaten                      | 152.000     |
| Ägypten                          | 58.000      |
| Andere arabische Staaten         | 113.000     |
| Vereinigte Staaten von Amerika   | 216.000     |
| Andere Länder                    | 275.000     |
| Gesamt                           | 9.395.000   |

1. ↑  Die 200.000 Palästinenser, die in Ost-Jerusalem leben, sind in der o. a. Bevölkerungszählung möglicherweise doppelt erfasst, da sie auch zur Region Westjordanland und Gaza-Streifen gezählt wurden.

Das Hilfswerk der Vereinten Nationen für Palästina-Flüchtlinge im Nahen Osten (UNRWA) hat 5,9 Millionen Palästinenser registriert, obwohl die Gesamtzahl vermutlich höher ist. Es gibt schätzungsweise 14,3 Millionen Palästinenser weltweit. In Jordanien leben rund drei Millionen Palästinenser. Palästinenser in Jordanien leben überwiegend im Nordwesten des Landes, hauptsächlich in der Umgebung von Amman, Zarqa und Irbid.
Ungefähr 1,8 Millionen Palästinenser machen rund 20,8 Prozent der israelischen Staatsbürger aus. Ihr Bevölkerungsteil wächst schneller als die Gesamtbevölkerung des Staates Israel. Obwohl die Mehrheit Muslime sind, gibt es neben Drusen auch eine beträchtliche Minderheit palästinensischer Christen.
Im Libanon gibt es fast 488.000 palästinensische Flüchtlinge, die keine Staatsbürger werden können und die nur sehr begrenzten Zugang zur öffentlicher Gesundheitsversorgung, Bildung und der formellen Wirtschaft haben.
Laut UNRWA sind 3,7 Millionen Palästinenser als Flüchtlinge anerkannt. Das sind Personen, die aus ihren angestammten Gebieten vertrieben wurden oder geflohen sind, sowie deren Nachkommen.
Von den jordanischen Behörden werden keine offiziellen Statistiken darüber herausgegeben, wie viele Bewohner Jordaniens palästinensischer Abstammung sind. Schätzungen gehen von 50 % bis 80 % aus.
Das palästinensische Statistikamt gab am 20. Oktober 2004 die offizielle weltweite Anzahl an Palästinensern mit 9,6 Millionen an, 2001 waren es laut Statistik 8,8 Millionen. Laut dem palästinensischen Statistikbüro lebten 2018 weltweit mehr als 13 Millionen Palästinenser. Die Mehrheit von 5,85 Millionen lebt demnach in arabischen Staaten. Für den Gazastreifen und das Westjordanland gibt die Behörde eine Zahl von 4,91 Millionen Palästinenser an, für Israel über 1,5 Millionen.

## Religion
Die meisten arabischen Palästinenser in den Palästinensischen Gebieten sind Muslime schafiitischer Richtung. Nach überdurchschnittlicher Auswanderung und Vertreibungen seit Mitte des 20. Jahrhunderts ist die Minderheit der Christen von etwa 15 % auf 1,5 % geschrumpft. Innerhalb der Grenzen Israels (einschließlich der seit 1967 von Israel besetzten Teile Jerusalems) betrug der Anteil der Christen an der arabischen Bevölkerung (einschließlich Drusen) 2008 8 %, gegenüber 21 % im Jahr 1950. Die palästinensischen Christen gehören vorwiegend der Orthodoxen Kirche (Patriarchat von Jerusalem) an.

## Palästinensische Nationalsymbole

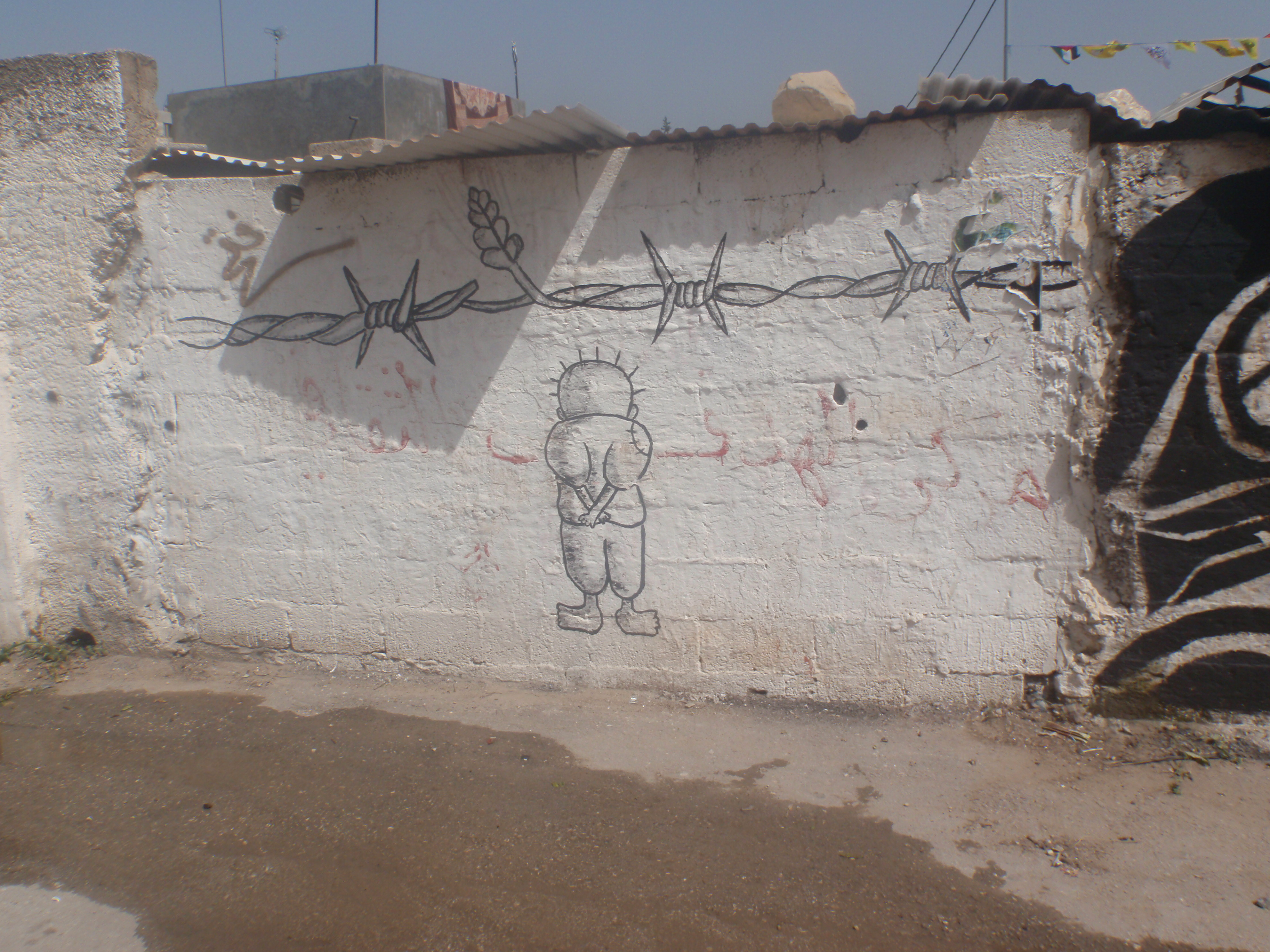
Handala auf einer Mauer in Bil'in

- Die schwarz-weiße Kufiya, das von Jassir Arafat berühmt gemachte Palästinensertuch.
- Der Olivenbaum und die Olivenpflanze tragen die symbolische Konnotation von Widerstandskraft, Gesundheit, Verwurzelung und Gemeinschaft. Olivenbäume sind eine der wichtigsten Einnahmequellen in der Landwirtschaft.[37][38]
- Die Flagge, die lange Zeit durch Israel verboten war.
- Die Wassermelone als palästinensisches Symbol gegen die Besatzung und Zensur.
- Der Palästinensische Schlüssel ist das Zeichen für die arabischen Flüchtlinge, die noch den Schlüssel der Häuser besitzen, aus denen sie einst im Krieg flohen oder vertrieben wurden (Nakba).
- Handala, eine Figur des Cartoonisten Nadschi al-Ali (1938–1987), die einen kleinen Palästinenserjungen darstellt.
- Die traditionell palästinensische Form der Stickerei wird „Tatreez“ genannt und hat differenzierte lokale Ausdrucksformen.[39]

## Palästinensische Persönlichkeiten

### Schriftsteller
- George Antonius (1891–1942), Autor
- Mahmud Darwisch (1941–2008), Dichter
- Mohammad Hamza Ghanayem (1957–2004), Schriftsteller
- Emil Habibi (1922–1996), Schriftsteller
- Ghassan Kanafani (1936–1972), Schriftsteller
- Ghada Karmi (* 1939), Schriftstellerin und Ärztin
- Samer Odeh (* 1970), Schriftsteller
- Edward Said (1935–2003), Literaturkritiker
- Elias Sanbar (* 1947), Schriftsteller
- Khalil al-Sakakini (1878–1953), Schriftsteller
- Abu Salma, Dichter
- Jitzchak Schami (1888–1949), Schriftsteller
- Raja Shehadeh (* 1951), Schriftsteller und Anwalt
- Fadwa Touqan, (1917–2003), Dichterin
- Sahar Khalifeh (* 1942), Schriftstellerin
- Sayed Kashua (* 1975), Schriftsteller, Drehbuchautor, Hochschullehrer
- Ibrahim Muhawi (* 1937), Schriftsteller, Übersetzer, Märchenerzähler und -sammler (Palästinensische Hikaye)

### Bühne und Film
- Basel Adra (* 1961), Rechtsanwalt, Dokumentarfilmer, Oscar 2025
- Hany Abu-Assad (* 1961), Filmregisseur
- Nizar Hasan, Filmregisseur
- Hiam Abbass (* 1960), Schauspielerin
- Mohammad Bakri (* 1953), Schauspieler
- Hanna Elias, Filmregisseur (The Olive Harvest)
- Elia Suleiman (* 1960), Filmregisseur (Divine Intervention)
- François Abou Salem (1951–2011), Theaterschauspieler
- Tawfik Abu Wael (* 1976), Filmregisseur (Atash)
- Nahed Mohammad, Schauspieler

### Musik
- Mohammed Assaf (* 1989), Sänger
- Wasif Jawhariyyeh (1897–1972), Oud-Spieler und Lokalchronist
- Samir Joubran (* 1973), Oud-Spieler
- Wissam Joubran (* 1983), Oud-Spieler
- Adnan Joubran (* 1985), Oud-Spieler
- Kamilya Jubran (* 1963), Sängerin
- DJ Khaled (* 1975), DJ aus Miami
- Massiv (* 1982), Rapper aus Berln
- Bashar Murad (* 1993), Sänger
- Simon Shaheen (* 1955), Komponist
- Fadel Shaker (* 1969), Sänger

### Bildende Kunst
- Karimeh Abbud (1893–1940), Fotografin
- Tamam al-Akhal, eine der ersten zeitgenössischen Frauen-Künstlerinnen Palästinas
- Naji al-Ali (1938–1987), Cartoonist, Schöpfer des „Handala“
- Mustafa al-Hallaj (1938–2002), Maler und Grafiker
- Kamal Boullata (1942–2019), Maler, Grafiker, Kunsthistoriker
- Mona Hatoum (* 1952), Bildhauerin
- Emily Jacir (* 1970), Konzeptkünstlerin
- Omayya Joha, Cartoonistin
- Laila Shawa (1940–2022), Malerin und Collagistin

### Sport
- Mohammad Abu Hamous, Langstreckenläufer
- Fadi Lafi, Fußballspieler
- Mahmoud Sarsak (* 1987), Fußballspieler
- Nahed Mohammad, Fußballspieler

### Politiker

#### Politiker vor 1948
- Mohammed Amin al-Husseini (1895, 1896 oder 1897–1974), Mufti von Jerusalem
- Raghib an-Naschaschibi (1881–1951), Bürgermeister von Jerusalem
- George Mansour (1905–1963), Gewerkschafter (Arab Workers Society)

#### PLO
- Mahmud Abbas (* 1935)
- Hanan Aschrawi (* 1946)
- Mohammed Dahlan (* 1961)
- Saeb Erekat (1955–2020)
- Faisal Husseini (1940–2001)
- Ahmed Qurei (1937–2023)
- Sari Nusseibeh (* 1949)
- Zehdi Terzi (1924–2006)

#### Fatah
- Chalil al-Wazir (1935–1988), Abu Dschihad
- Faruq Kadumi (1931–2024)
- Marwan Barghuti (* 1959)

#### Hamas
- Chalid Maschal (* 1956)
- Abd al-Aziz ar-Rantisi (1947–2004)
- Ahmad Yasin (ca. 1937–2004)
- Ismail Hanija (1963–2024)

#### Weitere
- Abu Abbas (1948–2004), PLF
- Jassir Arafat (1929–2004) (Abu Ammar), PLO und Fatah
- George Habasch (1926–2008), PFLP
- Abu Ali Mustafa (1938–2001), PFLP
- Ahmad Saadat (* 1953), Generalsekretär der PFLP, Gefangener
- Abu Nidal (1937–2002), Abu Nidal Organisation
- Leila Chaled (* 1944), PFLP
- Chalida Dscharrar (* 1963),  PFLP Feministin und Menschenrechtsaktivistin

### Diverse Aktivisten
- Huwaida Arraf, Mitbegründer International Solidarity Movement
- Mubarak Awad, Organisator gewaltfreien Widerstands
- Mustafa Barghouti (* 1954), Menschenrechtler
- Bassem Eid (* 1958), einer der ersten Sprecher bei B’Tselem, später Gründer der Palestinian Human Rights Monitoring Group
- Sumaya Farhat-Naser (* 1948), Friedenskämpferin
- Daoud Nassar (* 1970), Gründer und Leiter des privaten Friedensprojekts „Zelt der Völker“ („Tent of Nations“)
- Ahed Tamimi (* 2001), Aktivistin
- Randa Siniora (* 1961) Menschenrechts- und Frauenrechtsaktivistin, Direktorin des Al-Haq, Direktorin des Women’s Center for Legal Aid and Counseling
- Raji Sourani (* 1953), Jurist, Gründer des Palästinensischen Zentrums für Menschenrechte

### Religion

#### Islam
- Ikrimeh Sabri, gegenwärtiger Mufti von Jerusalem

#### Christentum
- Riah Abu Assal, gegenwärtiger Anglikanischer Bischof von Jerusalem
- Elias Chacour (* 1939), melkitischer Priester
- Faten Mukarker (* 1956), Friedensaktivistin
- Michel Sabbah (* 1933), ehemaliger Lateinischer Patriarch von Jerusalem
- Munib Younan (* 1950), lutherischer Bischof
- Mitri Raheb (* 1962), lutherischer Pfarrer in Bethlehem
- Munther Isaac, (geboren 1979) lutherischer Pastor der Weihnachtskirche (Bethlehem)

### Wissenschaftler
- Tawfiq Canaan (1882–1964), Arzt und Ethnograf
- Shams al-Din al-Muqaddasi (al-Maqdisi), (ca. 945–1000), Geograph in Jerusalem
- Sana Salous (* 1955), Professorin für Ingenieurwissenschaften
- Salim Tamari (* 1945), Historiker
- Ahmed Teebi, Leiter Middle East Genetic Association

### Sonstige Persönlichkeiten
- Salah Chalaf (1933–1991), Geheimagent
- Abd El-Bar Atwan, Journalist
- Mohammad Ibrahim, Friedensaktivist
- Fadia Foda, Freie Journalistin
- Sirhan Sirhan (* 1944), Attentäter

### Palästina
- Édouard Atiyah, Henry Cattan: Palästina. Versprechungen und Enttäuschungen. Rastatt 1970.
- Johannes Gerloff: Die Palästinenser. Volk im Brennpunkt der Geschichte. Scm Hänssler 2012, ISBN 978-3-7751-5337-9.
- Gerrit Hoekmann: Zwischen Ölzweig und Kalaschnikow. Geschichte und Politik der palästinensischen Linken. ISBN 3-928300-88-1.
- Dar al Janub (Hrsg.): … und wo ist Palästina? Eine Reise in die palästinensischen Flüchtlingslager im Libanon. Wien 2006, ISBN 3-9502184-0-8.
- Walid Khalidi: Das Palästinaproblem. Ursachen und Entwicklung 1897–1948. Rastatt 1970.
- Katharina Kretzschmar: Identitäten im Konflikt. Palästinensische Erinnerung an die Nakba 1948 und deren Wirkung auf die dritte Generation. Transcript Verlag, Histoire Band 154, Bielefeld 2019, ISBN 978-3-8376-4787-7.
- Irit Neidhardt (Hrsg.): Mit dem Konflikt leben!? Berichte und Analysen von Linken aus Israel und Palästina. UNRAST-Verlag, Münster 2003, ISBN 3-89771-010-2.
- Fabio Maniscalco: Protection, conservation and valorization of Palestinian Cultural Patrimony. Monographic collection Mediterraneum, n. 5. Massa Publisher 2005.
- Sylvia Ortlieb: Palästinensische Identität und Ethnizität. Genese und Entwicklung des Selbstverständnisses der Palästinenser. Neuer ISP-Verlag, Köln 1995.
- Marlène Schnieper: Nakba – die offene Wunde. Die Vertreibung der Palästinenser 1948 und die Folgen. Rotpunktverlag, Zürich 2012, ISBN 978-3-85869-444-7.

### Diaspora
- Shahd Wari: Palestinian Berlin. Perception and Use of Public Space (= Habitat–International. Schriften zur Internationalen Stadtentwicklung. Band 22). Lit-Verlag, Münster 2017.